# Pàtria (pel·lícula de 1994)
Pàtria (títol original: Fatherland) és un telefilm estrenat l'any 1994, a partir de la novel·la policíaca ucrònica Fatherland de l'autor britànic Robert Harris. Ha estat doblat al català. Va aconseguir el Globus d'Or a la millor actriu secundària en sèrie, minisèrie o telefilm (Richardson) i 3 nominacions.

## Argument
El punt de sortida és un món on el Reich alemany ha triomfat sobre els Aliats a Europa, el 1944. La Gran Bretanya s'ha retut als nazis i aquests han assolit diverses victòries contra els soviètics, que han estat rebutjats més enllà dels Urals. Els Estats Units han vençut el Japó al Pacífic. L'acció es desenvolupa el 1964, vint anys després del final de la guerra a Europa. La guerra freda es desenvolupa entra el Reich i els Estats Units, els alemanys són encara en guerra amb els soviètics a Sibèria, on té lloc una guerrilla sagnant.
Durant aquest temps, el Reich regna sobre una Europa depenent. Berlín, renovada segons els plànols de Speer, és la ciutat més gran del món, on viu el Führer amb els seus 75 anys i que ningú no ha vist des d'anys. A la resta del món, els Beatles canten Yellow Submarine, el rei Eduard VIII del Regne Unit ha retrobat la seva corona amb la benedicció dels seus amics nazis i el president dels Estats Units és Joseph Kennedy, conegut per les seves simpaties cap al Reich.
La distensió està en marxa, els primers contactes han començat entre els americans i ela alemanys per considerar d'afluixar la guerra freda. Els americans que sostenen la màquina de guerra soviètica esdevenen cada cop més oberts a la possibilitat de pacificar les seves relacions amb el Reich. Ara bé, en aquest context intervenen diversos esdeveniments estranys; antics dignataris alemanys d'elevat rang són trobat morts. El SS Sturmbannführer Xavier March, de la Kriminalpolizei (la policia criminal i la SS s'han fusionat l'any 1936), porta la investigació amb el seu adjunt Max Jaeger. Fent equip amb una periodista americana, descobreixen llavors una veritat incòmoda que trastoca la seva visió de la història i els posa en perill.

## Repartiment
- Rutger Hauer: Xavier March
- Miranda Richardson: Charlie Maguire
- Peter Vaughan: Arthur Nebe
- Michael Kitchen: Max Jaeger
- Jean Marsh: Anna von Hagen
- John Woodvine: Martin Luther
- John Shrapnel: Odilo Globocnik anomenada Globus
- Clive Russell: Karl Krebs
- Clare Higgins: Klara
- Pavel Andel
- Petronella Barker
- Sarah Pastor
- Jan Bidlas
- Stuart Bunce
- Neil Dudgeon